# Brunnichia ovata
Brunnichia ovata (Walter) Shinners – gatunek rośliny z monotypowego rodzaju Brunnichia w obrębie rodziny rdestowatych (Polygonaceae Juss.). Występuje naturalnie w południowych i południowo-wschodnich Stanach Zjednoczonych – w Teksasie, Oklahomie, Missouri, Arkansas, Luizjanie, Missisipi, Tennessee, Alabamie, Georgii, na Florydzie, w Karolinie Południowej, Kentucky, Illinois oraz Wirginii. 

## Morfologia
PokrójBylina o pńących lub płożących się pędach. Pędy są nieco zdrewniałe, bezwłose lub owłosione, na ich szczytach wyposażone w pojedyncze lub rozgałęzione wąsy czepne.
LiścieUlistnienie jest naprzemianległe. Ich blaszka liściowa ma kształt od owalnego do owalnie lancetowatego. Mierzy 3–15 cm długości oraz 1,5–8 cm szerokości, jest całobrzega, o nasadzie od uciętej do klinowej i wierzchołku od ostrego do spiczastego. Ogonek liściowy jest nagi i osiąga 7–15 mm długości. Gatka jest papierowa i dorasta do 1 mm długości.
KwiatyPromieniste, obupłciowe, zebrane w wiechopodobne wierzchotki dorastające do 5–26 cm długości, rozwijają się w kątach pędów lub na ich szczytach. Mają 5 zrośniętych listków okwiatu o kształcie od podłużnego do podłużnie równowąskiego, tworząc dzwonkowaty okwiat powiększający się po kwitnieniu. Mają 8 pręcików przyrośniętych do okwiatu.
OwoceTrójboczne niełupki osiągające 8–10 mm długości.

## Biologia i ekologia
Rośnie w zaroślach oraz na brzegach rzek, na terenach nizinnych. Kwitnie od czerwca do lipca. 

## Ochrona
Brunnichia ovata w Illinois posiada status gatunku narażonego.